# Playa de Voramar

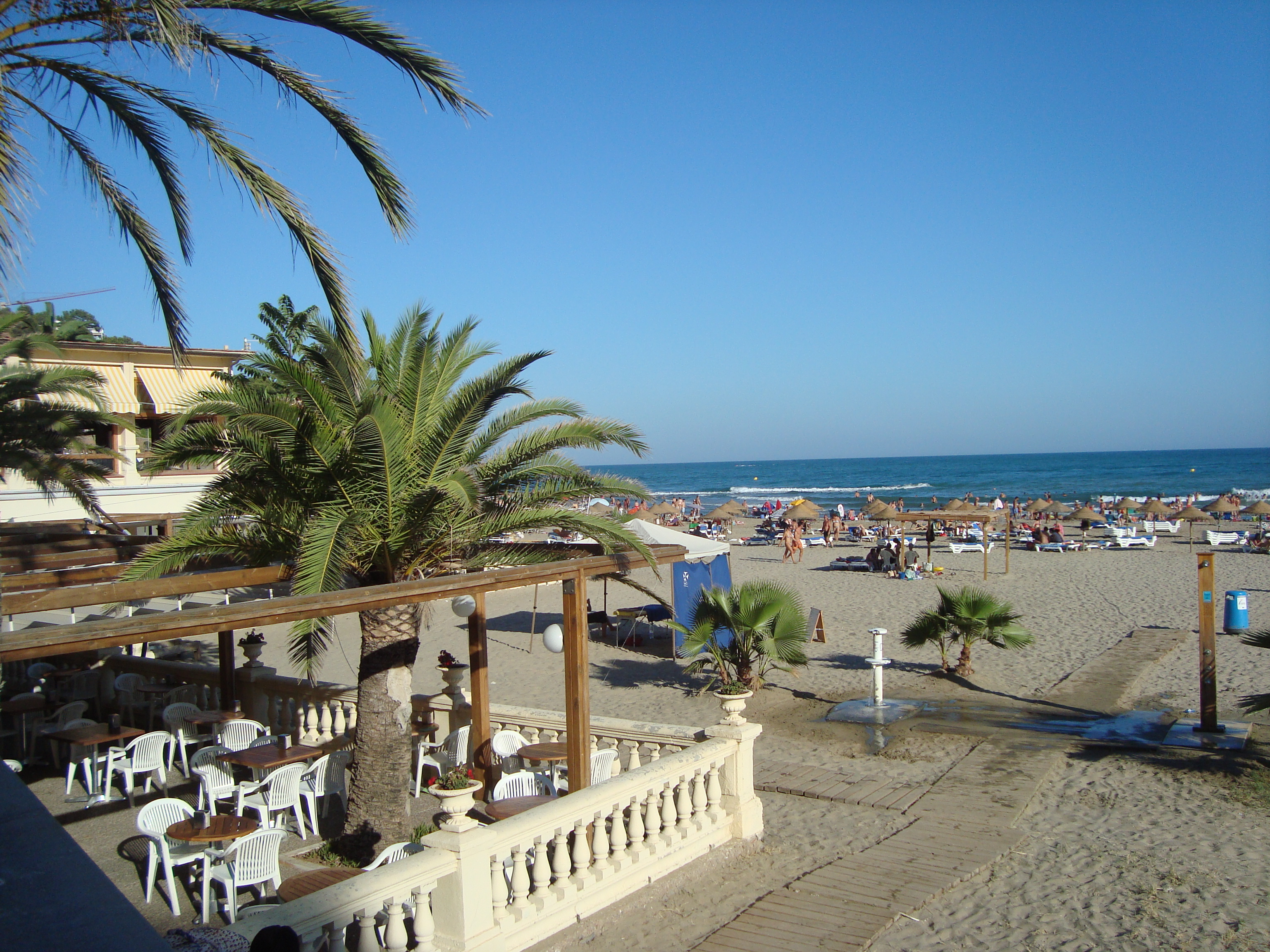
Playa del Voramar, Benicasim.

La playa de Voramar es una playa de arena del municipio de Benicasim en la provincia de Castellón (España).
Esta playa limita al norte con el término de Oropesa del Mar y al sur con la playa de la Almadrava y tiene una longitud de 550 m, con una amplitud de 50 m.
Se sitúa en un entorno urbano, disponiendo de acceso por calle. Cuenta con paseo marítimo y aparcamiento delimitado. Es una playa balizada, con zona balizada para salida de embarcaciones.
- Esta playa cuenta con el distintivo de Bandera Azul desde 1994